# Mangyongdae-guyok
Mangyongdae (in coreano 만경대구역, Man'gyŏngdae-guyŏkè) è una città della Corea del Nord, che dista otto chilometri dalla capitale Pyongyang.
Nel villaggio è presente la casa in cui è nato Kim Il-sung, costruita nello stile tipico del Paese. Nel villaggio è presente anche il museo della rivoluzione che ha il fine di divulgare i primi anni di vita di Kim Il-sung.

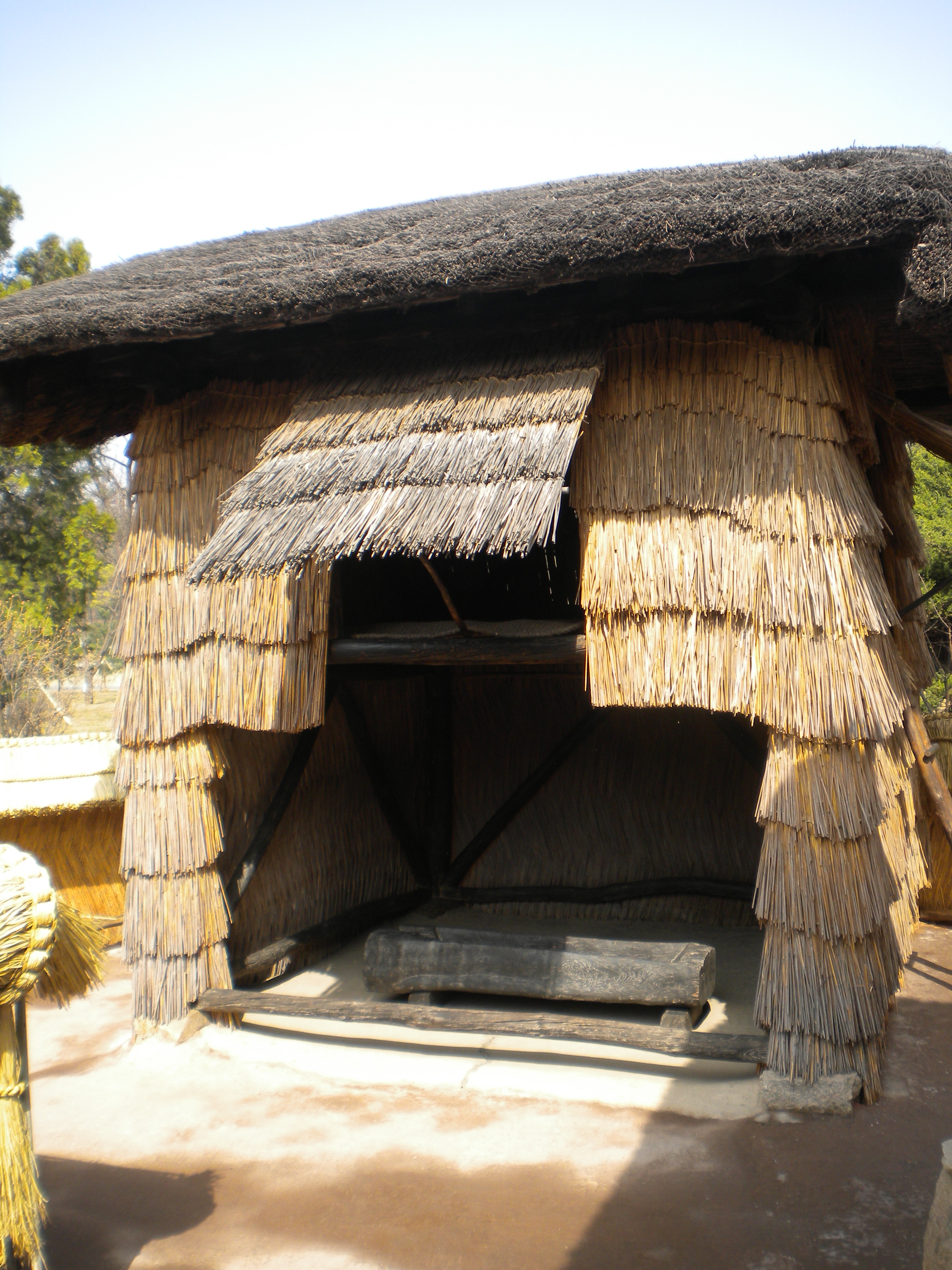
Casa natale di Kim Il-sung.